# Hendek
Hendek ist eine Stadtgemeinde (Belediye) im gleichnamigen Ilçe (Landkreis) der Provinz Sakarya und gleichzeitig eine Gemeinde der 2000 geschaffenen Büyüksehir belediyesi Sakarya (Großstadtgemeinde/Metropolprovinz) in der Türkei. Seit der Gebietsreform 2013 ist die Gemeinde flächen- und einwohnermäßig identisch mit dem Landkreis. Hendek liegt an der E80 zwischen Istanbul und Ankara. 
Geografisch bildet Hendek eine Verbindung zwischen der Marmararegion und der Schwarzmeerregion. Das Gebiet besteht größtenteils aus Ebenen. Im Süden und Norden werden diese von Gebirgsketten umgeben. Der Landkreis liegt im Osten der Provinz und grenzt an die Provinzen Bolu und Düzce.
Der Kreis bzw. der Kaza als Vorgänger existierte schon bei Gründung der Türkei 1923. (Bis) Ende 2012 bestand er neben der Kreisstadt aus den beiden Stadtgemeinden (Belediye) Çamlıca und Yeşilyurt sowie 70 Dörfern (Köy), die während der Verwaltungsreform 2013 in Mahalle (Stadtviertel, Ortsteile) überführt wurden, die 20 existierenden Mahalle der Kreisstadt blieben erhalten. Den Mahalle steht ein Muhtar als oberster Beamter vor.
Ende 2020 lebten durchschnittlich 952 Menschen in jedem dieser 91 Mahalle, 20.229 Einw. im bevölkerungsreichsten (Yeni Mah.).